# Fidel Kuri Grajales
Fidel Kuri Grajales (Orizaba, Veracruz; 24 de febrero de 1962) es un político y empresario mexicano, miembro del Partido Revolucionario Institucional. Ha sido en dos ocasiones diputado federal de 2009 a 2012 y desde 2015; además, fue propietario del equipo de fútbol Tiburones Rojos del Veracruz, de la Primera División de México.

## Actividad empresarial y deportiva
Durante gran parte de su actividad profesional se ha dedicado a diversas empresas de su propiedad, entre ellas el grupo Transmilenia y por lo que ha sido miembro de la Cámara Nacional de Comercio, la Cámara Nacional de Autotransporte de Carga, la Cámara Nacional de Industria Maderera y la Confederación Patronal de la República Mexicana. En el ramo deportivo ha sido presidente y propietario de los clubes de fútbol Albinegros de Orizaba y Tiburones Rojos del Veracruz. El 5 de febrero de 2015 dejó la presidencia de ambos equipos a su hijo Fidel Kuri Mustieles para dedicarse a buscar la postulación del PRI a diputado federal.
Causó polémica cuando el 15 de enero de 2016 durante un partido entre el Veracruz y el Club León agredió a Edgardo Codesal, director de la comisión de arbitraje de la Federación Mexicana de Fútbol. Ante lo cual, fue sancionado por la federación con un año de inhabilitación para realizar cualquier actividad relacionada al fútbol profesional y una multa de dos mil salarios mínimos diarios.

## Actividad política
Además de sus actividades empresariales, se ha dedicado a actividades políticas como miembro del PRI, que lo ha llevado a ser electo diputado federal suplente de 1997 a 2000, diputado al Congreso de Veracruz de 1998 a 2001 y en dos ocasiones diputado federal en representación del Distrito 15 de Veracruz con cabecera en Orizaba: a la LXI Legislatura de 2009 a 2012 y a la LXIII Legislatura de 2015 a 2018. En 2017 compitió a la Presidencia Municipal del Puerto de Veracruz, donde perdió contra el candidato de la alianza PAN-PRD Fernando Yunes Márquez.
El 20 de septiembre de 2021 fue detenido por autoridades del Estado de México, como presunto responsable por el delito de fraude.